# Cursa
Cursa (β Eri / β Eridani / 67 Eridani), chiamata anche Dhalim, è la seconda stella in ordine di luminosità della costellazione dell'Eridano, situata a nordest della costellazione, vicino al confine con la costellazione di Orione, a ~ 3,5° a nordovest di Rigel e poco sopra alla Testa di Strega, una nebulosa a riflessione in Eridano.
Ha una magnitudine apparente che varia tra +2,72 e +2,80 ed appartiene alla classe spettrale A3 III. Si stima che disti dalla Terra circa 90 anni luce.

## Etimologia
Il nome della stella, Cursa, deriva da quello arabo di "كرسي الجوزاء" (Al Kursiyy al Jauzah), con il significato di "lo sgabello del gigante (Orione)" (sgabello sul quale tiene il piede sinistro). L'altro suo nome, Dhalim, deriva anch'esso dall'arabo (Thalim, struzzo) ed è riferito anche al gruppo di quattro stelle di cui Cursa fa parte, noto come "nido dello struzzo". Nella descrizione mitologica Cursa segna l'inizio (è la sorgente) del sinuoso fiume Eridano che termina alla foce con Achernar.

## Osservazione
Si tratta di una stella situata nell'emisfero australe, situata solo 5° a sud dell'equatore celeste, poco più a nord della brillante Rigel, al confine con la costellazione di Orione; questo comporta che possa essere osservata da tutte le regioni abitate della Terra senza alcuna difficoltà e che sia invisibile soltanto molto oltre il circolo polare artico. Nell'emisfero sud invece appare circumpolare solo nelle aree più interne del continente antartico.
La sua magnitudine pari a +2,72 le consente di essere scorta con facilità anche dalle aree urbane di moderate dimensioni.
Il periodo migliore per la sua osservazione nel cielo serale ricade nei mesi compresi fra fine ottobre e aprile; da entrambi gli emisferi il periodo di visibilità rimane indicativamente lo stesso, grazie alla posizione della stella non lontana dall'equatore celeste.

## Caratteristiche fisiche
Il tipo spettrale A3 III indica che si tratta di una stella gigante che ha probabilmente consumato l'idrogeno disponibile nel suo nucleo e che è quindi prossima a uscire dalla sequenza principale per entrare nella sua ultima fase dell'esistenza, quello di gigante rossa. La temperatura effettiva del suo strato esterno è di 8.104 K, cosa che conferisce alla luce della stella la tonalità bianca tipica delle stelle di tipo A. La stella è circa 25 volte più luminosa del Sole. Il suo raggio è di circa 2,4 volte quello del Sole e la sua massa circa doppia. Ruota rapidamente attorno al suo asse: una stima della sua velocità superficiale all'equatore dà il valore di ~196 km/s; per confronto, quella del Sole è di 2 km/s.
La posizione e il moto proprio di Cursa suggeriscono che essa appartenga al supergruppo dell'Orsa Maggiore; tuttavia, le sue proprietà fotometriche tendono a farla ritenere un intruso in tale gruppo. In base a questo e ad altre evidenze, potrebbe appartenere invece al supergruppo di Sirio, unitamente ad altre stelle come Sirio stessa, Beta Aurigae, Alpha Coronae Borealis, Zeta Crateris, e Beta Serpentis. 
Beta Eridani ha anche una compagna ottica di magnitudine +10,90, situata a 120 secondi d'arco di distanza, con un angolo di posizione di 148°. È catalogata come CCDM J05079-0506B. Misure di parallasse effettuate dal satellite Gaia indicano che è una stella molto più distante, quindi non fisicamente connessa con Cursa / Beta Eridani.